# Nausínoo
En la mitología griega, Nausínoo (en griego antiguo Ναυσíνοον, Nausínoon, 'el de mente marinera') es el segundo hijo de Odiseo y Calipso, hermano de Nausítoo.
Su existencia está datada únicamente por la Teogonía de Hesíodo como una suerte de figura complementaria en el marco del catálogo de los héroes de la obra. Sin embargo, según M. L. West, al igual que con su hermano Nausítoo, pareciera ser que Hesíodo busca hacer a ambos personajes como ancestros de los feacios (debido a que son ναυσικτλυτοí), aunque esto se contradiga con la información existente en la Odisea homérica.